# باکایوو
باکایوو (به لاتین: Bakayevo) یک منطقهٔ مسکونی در روسیه است که در باشقیرستان واقع شده‌است.